# CD-ROM

Płyta kompaktowa

CD-ROM (akronim ang. Compact Disc Read Only Memory) – płyta kompaktowa zawierająca dane dostępne, ale nie modyfikowalne, w komputerze w formie pamięci masowej. Standard zapisu dowolnych danych binarnych został opracowany przez Sony i Philips w 1985 w tzw. Żółtej Księdze (ang. Yellow Book), będącej pierwszym rozszerzeniem standardu CD opisanego w Czerwonej Księdze (ang. Red Book).
Płyty CD-ROM są nośnikiem w dystrybucji oprogramowania, włączając w to gry komputerowe i aplikacje multimedialne, chociaż mogą zawierać dowolne dane (w ilości zależnej od pojemności nośnika). Istnieje możliwość umieszczenia na płycie łącznie danych komputerowych i dźwięku, który można odtwarzać w zwykłym odtwarzaczu CD, podczas gdy dane (np. oprogramowanie lub pliki filmowe) są osiągalne tylko na komputerze (np. ISO 9660 dla PC). Płyty takie określa się mianem CD-Extra.
W czasie wprowadzania technologii CD-ROM, nośniki te miały większą pojemność niż powszechnie stosowane ówczesne twarde dyski. Obecnie pojemność twardych dysków znacznie przewyższa pojemność CD, DVD czy Blu-ray, mimo to pewne eksperymentalne nośniki optyczne jak np. HVD mają większe pojemności i szybsze transfery danych niż dzisiejsze (2013) twarde dyski.

## Nośnik
Płyty CD-ROM pod względem wyglądu są identyczne z płytami kompaktowymi, a zapisane dane są odczytywane w bardzo podobny sposób (jedyną różnicą są standardy używane przy przechowywaniu danych). Płyty są wykonane z poliwęglanowych plastikowych krążków o grubości 1,2 mm, z cienką warstwą aluminium tworzącą warstwę odbijającą światło. Najbardziej powszechnym rozmiarem płyt jest 120 mm średnicy oraz rzadziej spotykany 80 mm średnicy tzw. Mini CD. Możliwe są też inne wymiary i kształty (np. nośniki w kształcie i wymiarze wizytówki).
Dane są zapisywane jako ciąg mikroskopijnych wgłębień. Wzór wgłębień i pól jest odczytywany za pomocą lasera oświetlającego powierzchnię odblaskową („pola” to przerwy między „wgłębieniami”). Ponieważ głębokość wgłębień waha się w granicach od {\displaystyle {\tfrac {1}{4}}} do {\displaystyle {\tfrac {1}{6}}} długości fali światła laserowego stosowanego do odczytu informacji z płyty, faza fali światła odbitego ulega przesunięciu i, w wyniku interferencji, wygasza jasność promienia odbitego. Ten wzór zmieniającej się intensywności wiązki odbitej jest konwertowany na dane cyfrowe.

### Standard
Istnieje wiele formatów przechowywania danych na płytach kompaktowych, są one zdefiniowane w tzw. Tęczowych Księgach (ang. Rainbow Books). Podstawowe informacje są zawarte w Czerwonej Księdze (ang. Red Book), Żółtej Księdze (ang. Yellow Book) i Białej Księdze (ang. White Book). Dokładną specyfikację standardu ISO/IEC 10149/ECMA-130, która zawiera dokładny opis zjawisk fizycznych i warstwy fizycznej CD-ROM, włączając w to zmodyfikowane kodowanie korekcyjne Reeda-Solomona (CIRC) i modulację danych EFM, można uzyskać w ISO lub ECMA
Standardowy system plików CD-ROM jest zdefiniowany przez ISO 9660, chociaż ma być zastąpiony przez ISO 13490 (który wspiera także CD-R i wielosesyjność). Natomiast UDF rozszerza ISO 13346 (który był zaprojektowany dla wsparcia zapisywania nieliniowego zarówno płyt jednokrotnego zapisu, jak i kasowalnych), aby wspierać nośniki tylko do odczytu oraz zapisywalne, początkowo zaadaptowany dla potrzeb DVD. Powstała także specyfikacja El Torito, dzięki której płyta kompaktowa emuluje dyskietki lub dysk startowy komputera.
Napędy CD-ROM są klasyfikowane współczynnikiem prędkości w stosunku do płyt muzycznych (1× oznacza prędkość transmisji rzędu 150 KiB/s). Napędy o współczynniku 12× stały się powszechne począwszy od 1997 roku. Przy prędkościach przekraczających 12× pojawiają się problemy z wibracjami i ciepłem. Napędy stosujące stałą prędkość kątową (CAV – ang. Constant Angular Velocity) pozwalają na prędkości transmisji do 30× na zewnętrznej krawędzi płyty. Jednakże niejako z natury, prędkość przy wewnętrznej krawędzi wynosi tylko 12×, i rośnie liniowo wraz ze zbliżaniem się do krawędzi zewnętrznej.

### Dane
Sektor danych na płycie kompaktowej zawiera 2352 bajty podzielone na 98 ramek po 24 bajty każda. W odróżnieniu od płyt muzycznych, CD-ROM nie może polegać na ukrywaniu błędów metodą interpolacji, a w związku z tym wymaga większej wiarygodności pobieranych danych. W celu lepszego wykrywania błędów i ich korekcji na płytach CD-ROM zastosowano trzecią warstwę kodowania korekcyjnego Reeda-Solomona. CD-ROM w trybie 1, wyposażony w trzy warstwy korekcji błędów, zawiera 2048 bajtów danych netto z 2352 dostępnych na sektor. W trybie 2, najczęściej stosowany do zapisu materiału video (VCD), na dane przeznaczone jest 2336 bajtów na sektor. Prędkość transmisji danych netto w trybie 1 w porównaniu do płyt muzycznych wynosi is 44100 Hz × 16 bits/sample × 2 channels × 2048 / 2352 / 8 = 153,6 kB/s = 150 KiB/s. Czas odtwarzania to 74 minuty, czyli 4440 sekund, co daje pojemność netto w trybie 1 równą 682 MB = 650 MiB.
Przy prędkości 1× napęd CD odczytuje 75 kolejnych sektorów na sekundę.
Zawartość typowej płyty kompaktowej
- Typowo 74 minuty = 333 000 bloków lub sektorów.
- Każdy sektor to 2352 bajty zawierające:
  - 2048 bajtów danych w trybie 1
  - 2336 bajtów danych w trybie 2 (PSX/VCD)
  - 2352 bajty danych dźwiękowych.
- Różnice między rozmiarem sektora a ilością danych wynikają z wprowadzenia danych nagłówkowych i kodowania korekcyjnego, których jest więcej dla danych komputerowych, mniej dla materiału wideo i brak dla danych dźwiękowych. Należy jednak zauważyć, że wszystkie formy danych korzystają ponadto z korekcji błędów niższego poziomu.
- Przygotowując obraz płyty kompaktowej stosowanym rozmiarem sektora są zawsze 2352 bajty
- Całkowity rozmiar obrazu płyty jest wielokrotnością sektora[5].
- Wzór dla nagłówka sektora płyty kompaktowej w trybie 1 to 0x00ffffffffffffffffffff00[3]

| Typ danych       | ← 2352 bajtowy blok →       | ← 2352 bajtowy blok →       | ← 2352 bajtowy blok →       | ← 2352 bajtowy blok →       | ← 2352 bajtowy blok →       | ← 2352 bajtowy blok →       |
| Płyta muzyczna:  | 2352 Cyfrowe dane dźwiękowe | 2352 Cyfrowe dane dźwiękowe | 2352 Cyfrowe dane dźwiękowe | 2352 Cyfrowe dane dźwiękowe | 2352 Cyfrowe dane dźwiękowe | 2352 Cyfrowe dane dźwiękowe |
| CD-ROM (tryb 1): | 12 Sync.                    | 4 Sektor id.                | 2048 Dane                   | 4 Detekcja błędu            | 8 Zero                      | 276 Korekcja błędu          |
| CD-ROM (tryb 2): | 12 Sync.                    | 4 Sektor id.                | 2336 Dane                   | 2336 Dane                   | 2336 Dane                   | 2336 Dane                   |

### Produkcja
Płyty CD-ROM są produkowane masowo metodą tłoczenia. W oparciu o oryginalną szklaną płytę są tworzone specjalne matryce do tłoczenia, które „odciskają” ostateczny wzór wgłębień i pól na ostatecznych płytach. Płyty „nagrywalne” są tworzone w zupełnie inny sposób, gdyż dane są zapisywane promieniem lasera, który zmienia właściwości barwnika lub przemiany fazowej materiału w procesie potocznie zwanym „wypalaniem”.

### Pojemność
Pojemności płyt CD-ROM są zwyczajowo wyrażane z przedrostkiem dwójkowym po odjęciu obszaru, który jest zajęty przez dane niezbędne do korekcji błędów. Typowy nośnik 120 mm o pojemności 700 MB może właściwie przechować 737 MB (703 MiB) danych z korekcją błędów (lub 847 MB wszystkich). Dla porównania jednowarstwowa płyta DVD może pomieścić 4,7 GB danych chronionych sumami kontrolnymi, to więcej niż 6 płyt CD-ROM.
| Rodzaj | Liczba sektorów | Max. rozmiar danych | Max. rozmiar danych | Max rozmiar audio | Czas  |
| Rodzaj | Liczba sektorów | (MB)                | (MiB)               | (MB)              | (min) |
| ------ | --------------- | ------------------- | ------------------- | ----------------- | ----- |
| 8 cm   | 94 500          | 193,536             | 184,570             | 222,264           | 21    |
|        | 283 500         | 580,608             | 553,711             | 666,792           | 63    |
| 650 MB | 333 000         | 681,984             | 650,391             | 783,216           | 74    |
| 700 MB | 360 000         | 737,280             | 703,125             | 846,720           | 80    |
| 800 MB | 405 000         | 829,440             | 791,016             | 952,560           | 90    |
| 900 MB | 445 500         | 912,384             | 870,117             | 1 047,816         | 99    |

1. ↑  wartości megabajt (MB) i minuta (min) są dokładne; wartości MiB są przybliżone.

## Napęd
Do odczytu płyt CD-ROM wymagany jest napęd CD-ROM. Napędy do odczytu płyt CD-ROM są połączone z komputerem przez IDE(ATA), SCSI, SATA, FireWire lub USB. Praktycznie wszystkie współczesne napędy CD-ROM są w stanie odczytywać płyty muzyczne (jak również Video CD i inne standardy danych), czasami jednak wymagane jest do tego odpowiednie oprogramowanie.

### Laser i optyka
Napędy CD-ROM wykorzystują laser półprzewodnikowy emitujący światło w bliskiej podczerwieni o długości fali 780 nm. Promień lasera jest kierowany na płytę za pomocą optyczno-elektronicznego modułu śledzącego, który wykrywa odbicie lub rozproszenie promienia.

### Prędkość transmisji
Jeśli napęd CD-ROM odczytuje dane, stosując tę samą prędkość obrotową co odtwarzacz płyt muzycznych, to prędkość transmisji danych wynosi 150 KiB/s, powszechnie określaną jako „1×”. Przy tej prędkości prędkość przesuwu sektorów względem promienia laserowego wynosi 1,2 m/s. Aby utrzymać tę liniową prędkość po zmianie pozycji głowicy, prędkość obrotowa płyty jest zmieniana od 500 obr./min przy wewnętrznej krawędzi płyty, do 200 obr./min przy zewnętrznej krawędzi.
Przez zwiększanie prędkości przy której dysk się obraca, dane mogą być odczytywane z większą prędkością. Na przykład napęd CD-ROM obracający płytą z prędkością 8×, tj. od 1600 do 4000 obr./min, osiąga prędkość przesuwu sektora 9,6 m/s i prędkość transmisji rzędu 1200 KiB/s. Przy prędkościach powyżej 12× większość napędów odczytuje płyty stosując stałą prędkość obrotową (CAV ang. Constant Angular Velocity), niezależnie od pozycji głowicy. W tym trybie współczynnik „×” należy rozumieć jako prędkość maksymalna osiągalna przy zewnętrznej krawędzi płyty. Współczynnik 20× wydawał się być nieprzekraczalną granicą z powodów mechanicznych do czasu aż Samsung Electronics wprowadził na rynek napęd SCR-3230 działający z prędkością 32×, którą osiągnął dzięki zastosowaniu systemu łożysk kulkowych do zrównoważenia wirującej płyty, zmniejszając wibracje i hałas. W 2004 najszybsze powszechnie spotykane prędkości transmisji osiągnęły wartość 52×, tj. 10 400 obr./min i 7,62 MiB/s. Dalsze zwiększanie prędkości obrotowej zostało ograniczone przez wytrzymałość plastiku poliwęglanowego, z którego płyty są wykonywane. Przy prędkości obrotowej 52×, prędkość liniowa sektorów względem głowicy przy zewnętrznej krawędzi płyty wynosi około 65 m/s. Mimo to dalsze zwiększanie prędkości odczytu jest wciąż możliwe, stosując wiele przetworników laserowych, co zademonstrował Kenwood TrueX 72×, w którym zastosowano siedem laserów przy prędkości obrotowej około 10×.
Napędy CD z opcją nagrywania są często opisywane trzema prędkościami transmisji:
- prędkość zapisu płyty do jednokrotnego zapisu
- prędkość zapisu płyty do wielokrotnego zapisu
- prędkość odczytu.

Przykład: napęd 12×/10×/32× oznacza, że zapis na płytę CD-R odbywa się z prędkością 12× (1,76 MiB/s), zapis na płytę CD-RW z prędkością 10× (1,46 MiB/s), a odczyt z prędkością 32× (4,69 MiB/s), przy założeniu, że zarówno procesor, jak i nośnik nie narzucą swoich ograniczeń.
Należy odróżnić współczynnik prędkości 1× dla CD-ROM (150 KiB/s) od współczynnika 1× dla DVD (1,32 MiB/s).
| Prędkość transmisji | KiB/s        | Mbit/s     | MB/s        | RPM                   |
| ------------------- | ------------ | ---------- | ----------- | --------------------- |
| 1×                  | 150          | 1,23       | 0,15        | 200–500               |
| 2×                  | 300          | 2,46       | 0,31        | 400–1 000             |
| 4×                  | 600          | 4,92       | 0,61        | 800–2 000             |
| 8×                  | 1 200        | 9,83       | 1,23        | 1 600–4 000           |
| 10×                 | 1 500        | 12,3       | 1,54        | 2 000–5 000           |
| 12×                 | 1 800        | 14,7       | 1,84        | 2 400–6 000           |
| 20×                 | 1 200–3 000  | aż do 24,6 | aż do 3,08  | 4 000 (CAV)           |
| 32×                 | 1 920–4 800  | aż do 39,3 | aż do 4,91  | 4 800 (CAV)           |
| 36×                 | 2 160–5 400  | aż do 44,2 | aż do 5,53  | 7 200 (CAV)           |
| 40×                 | 2 400–6 000  | aż do 49,2 | aż do 6,15  | 8 000 (CAV)           |
| 48×                 | 2 880–7 200  | aż do 59,0 | aż do 7,38  | 9 600 (CAV)           |
| 52×                 | 3 120–7 800  | aż do 63,9 | aż do 7,99  | 10 400 (CAV)          |
| 56×                 | 3 360–8 400  | aż do 68,8 | aż do 8,60  | 11 200 (CAV)          |
| 72×                 | 6 750–10 800 | aż do 88,5 | aż do 11,06 | 2 000 (wiele laserów) |

1. ↑  CAV – akronim (ang. Constant Angular Velocity) – stała prędkość obrotowa

## Kwestie praw autorskich
Wystąpiły próby ze strony przemysłu muzycznego, aby uczynić płyty muzyczne (CDDA, Czerwona Księga) nieodtwarzalnymi na komputerach wyposażonych w napędy CD-ROM, aby zapobiec kopiowaniu nagrań muzycznych. Osiągano to przez zamierzone wprowadzanie błędów na płycie, które większość samodzielnych odtwarzaczy CD potrafiła skompensować, lecz mogły one dezorientować napędy CD-ROM. Od października 2001, z powodu nacisku ze strony praw konsumenta, płyty muzyczne muszą być opatrzone w tekst ostrzegawczy, jeśli płyta nie spełnia wszystkich standardów opisanych w oficjalnej specyfikacji dotyczącej muzycznych płyt kompaktowych, celem poinformowania nabywców, które płyty nie pozwalają w pełni na dozwolony użytek ich zawartości.
W 2005 Sony BMG Music Entertainment został skrytykowany, gdy okazało się, że mechanizm zabezpieczający przed kopiowaniem (XCP – ang. Extended Copy Protection) zastosowany na niektórych płytach muzycznych automatycznie i potajemnie instalował na komputerach oprogramowanie zapobiegające kopiowaniu. Takie płyty nie można prawnie uznać za CD czy też płyty kompaktowe, ponieważ nie spełniają one standardów opisanych w Czerwonej Księdze dotyczącej płyt muzycznych.
Dystrybutorzy oprogramowania, a w szczególności gier komputerowych, często korzystają z różnych metod zabezpieczających przed kopiowaniem, aby zapobiec uruchamianiu programów z nośników innych niż oryginalne. Te metody tym różnią się od zabezpieczeń stosowanych na płytach muzycznych, że zwykle są zaimplementowane z dwóch stron, tj. na nośniku i w oprogramowaniu. Płyta CD-ROM może zawierać „słaby” sektor, który powoduje trudności przy skopiowaniu, oraz dodatkowe dane, trudne lub niemożliwe do skopiowania na CD-R lub do obrazu płyty, natomiast oprogramowanie zawsze sprawdza ich istnienie, weryfikując jednocześnie oryginalność płyty w napędzie CD-ROM.
Przemysł muzyczny zachęca wytwórców nagrywarek CD, aby każdy napęd, który wyprodukują, miał swój unikatowy identyfikator, który będzie zakodowany na każdej płycie utworzonej przez ten napęd tzw. RID (ang. Recorder Identification Code.)